# Teorema de metrización de Nagata-Smírnov
El teorema de metrización de Nagata-Smírnov en topología caracteriza cuándo un espacio topológico es metrizable. El teorema afirma que un espacio topológico {\displaystyle X} es metrizable si y solo si es regular, Hausdorff y tiene una base numerablemente localmente finita (esto es, σ-localmente finita).
Se dice que un espacio topológico X es un espacio regular si todo subconjunto cerrado no vacío C de X y todo punto p no contenido en C admiten entornos abiertos disjuntos. Una colección en un espacio X es numerablemente localmente finita (o σ-localmente finita) si es la unión de una familia numerable de colecciones localmente finitas de subconjuntos de X.
Al contrario que el teorema de metrización de Urysón, que da únicamente una condición suficiente para la metrizabilidad, este teorema da una condición necesaria y suficiente para que un espacio topológico sea metrizable. El teorema lleva el nombre de Jun-iti Nagata y Yuri Mijáilovich Smírnov.